# Garnbach
Garnbach ist ein Ortsteil von Roßleben-Wiehe im Kyffhäuserkreis in Thüringen mit ca. 100 Einwohnern.

## Lage
Das typische Straßendorf Garnbach liegt einen Kilometer südlich von Wiehe in einem Nebental der Finne.

## Geschichte
1327 wurde im Urkundenbuch I 528 des Klosters Pforta die Ersterwähnung von Garnbach registriert und archiviert.
Älter ist die auf der Schrecke liegende Burgstelle Rabenswalde. Sie liegt auf einem Bergsporn zum Unstruttal 1,5 km südwestlich von Garnbach. Reste der Burg sind noch vorhanden. Die Nikolaikirche stammt aus dem 18. Jahrhundert. Am 1. Juli 1950 wurde Garnbach in die Stadt Wiehe eingegliedert.

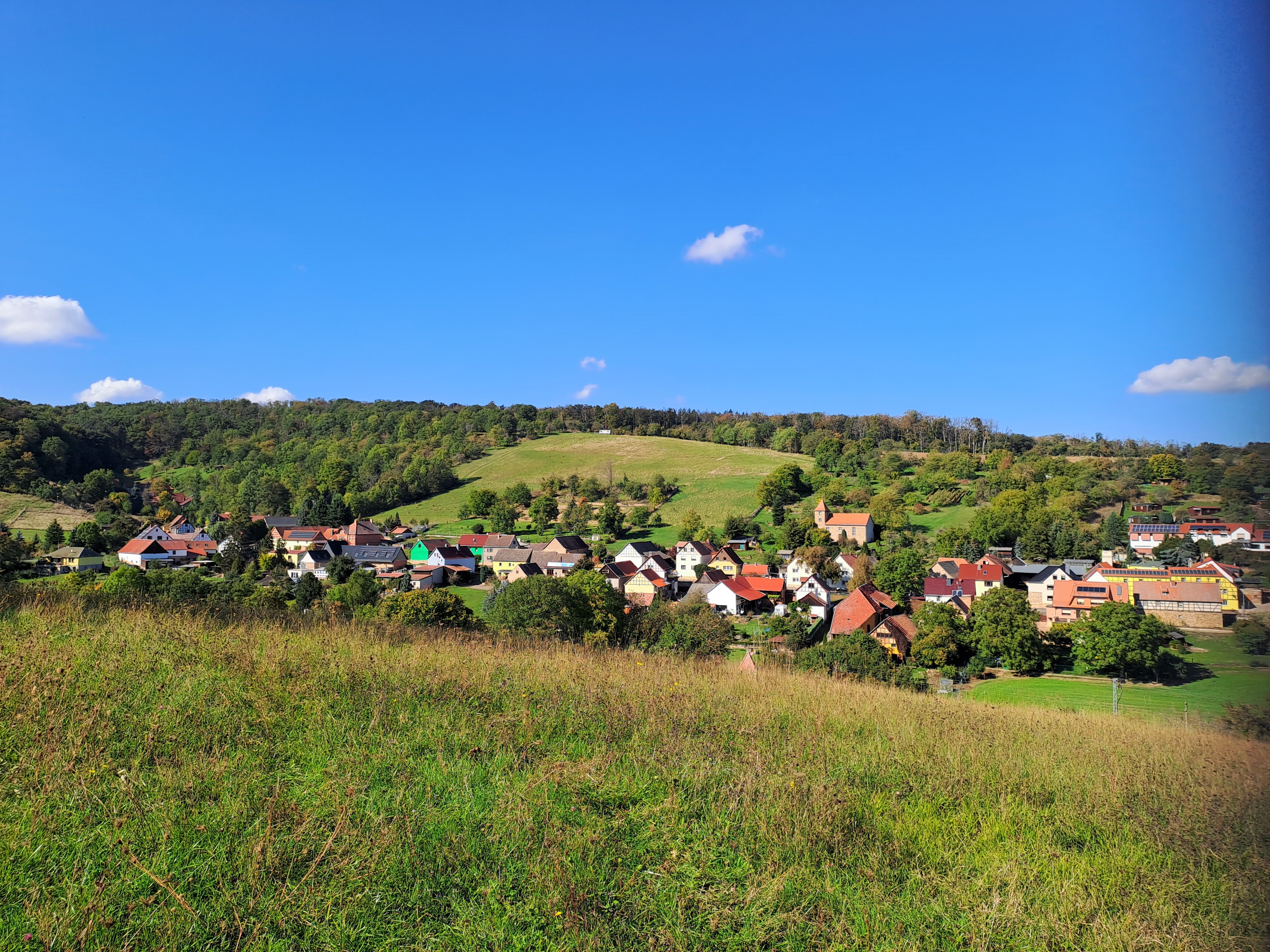
Blick auf den Ort
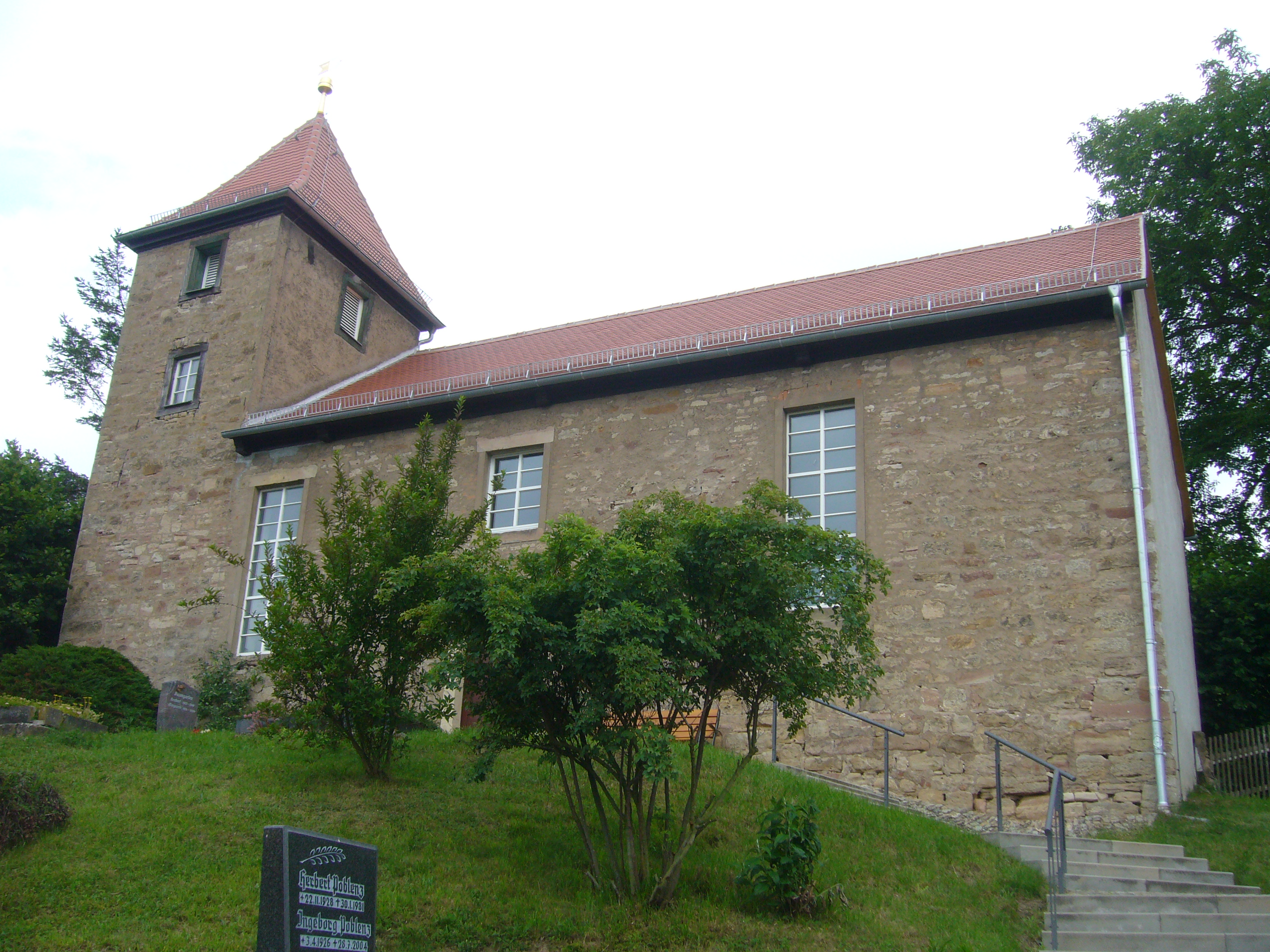
St. Nikolai-Kirche
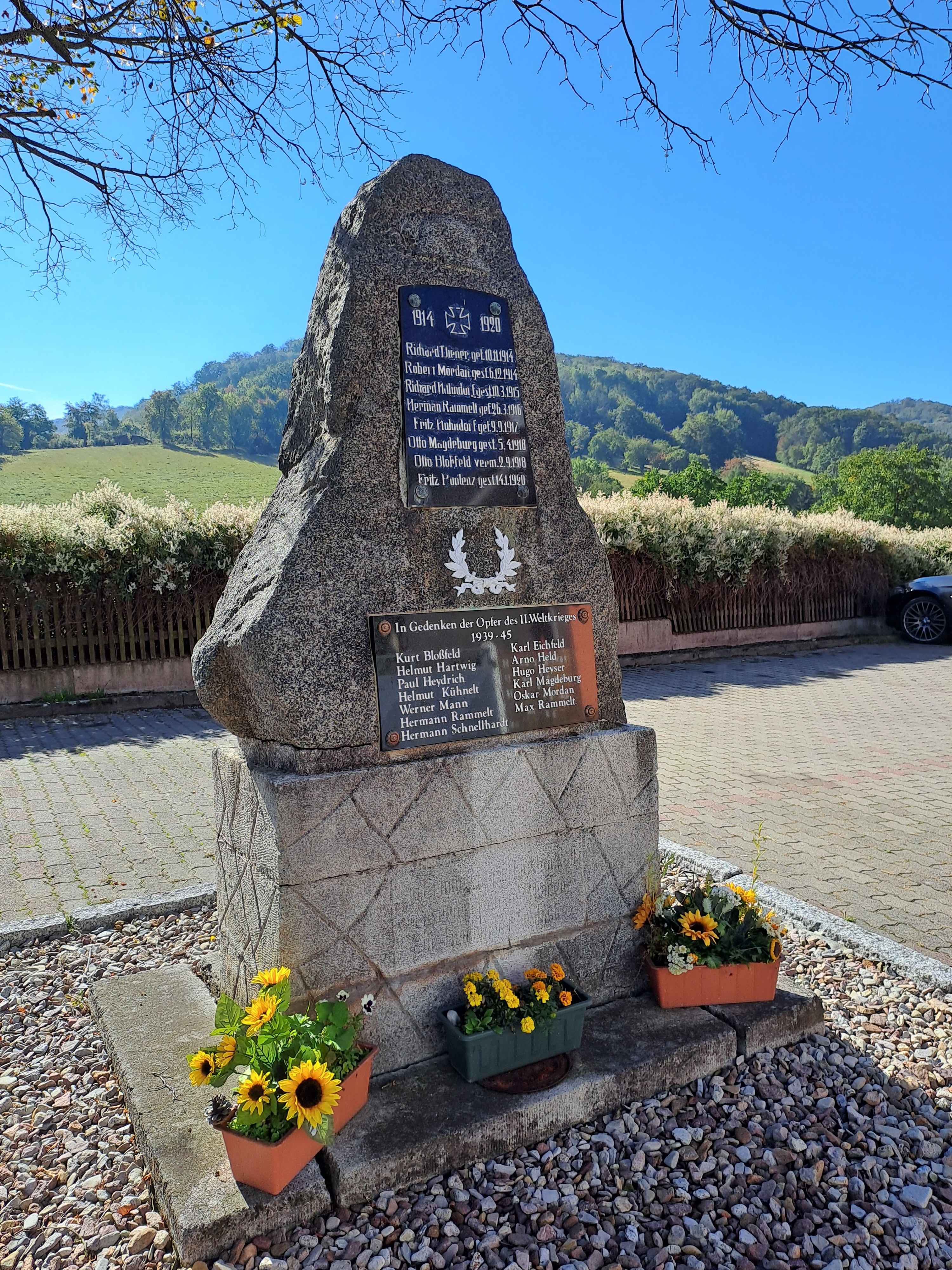
Kriegerdenkmal im Ort
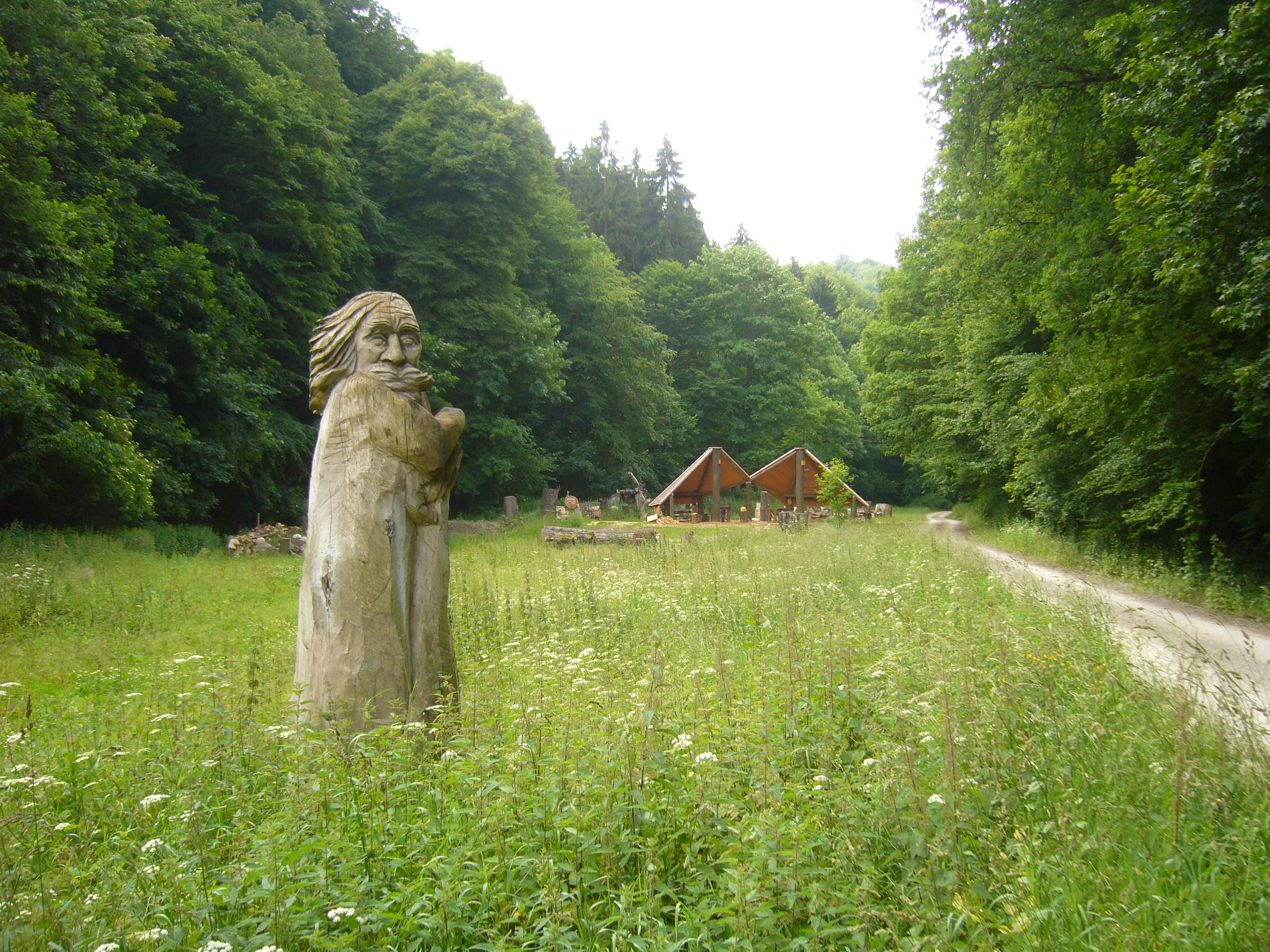
Werkstatt eines Holzschnitzers